# Spy kyōshitsu
Spy kyōshitsu (jap. スパイ教室 Supai kyōshitsu), znana również jako Spy Room – seria light novel napisana przez Takemachi i zilustrowana przez Tomari, publikowana od stycznia 2020 nakładem wydawnictwa Fujimi Shobō pod imprintem Fujimi Fantasia Bunko.
Na jej podstawie powstała manga z ilustracjami Kaname Seu, publikowana na łamach magazynu „Gekkan Comic Alive” wydawnictwa Media Factory od maja 2020 do kwietnia 2022. Druga i trzecia część mangi ukazują się w tym samym magazynie od czerwca 2022.
Na podstawie powieści studio Feel wyprodukowało serial anime, który emitowano od stycznia do marca 2023. Drugi sezon był emitowany od lipca do września 2023.

## Fabuła
Po wyniszczającej wojnie ludzkość uświadomiła sobie, że nowoczesna broń jest zbyt potężna i niszczycielska. W ten sposób zakończyła się era wojny jawnej i rozpoczęła era „wojny w cieniu”, toczonej przy użyciu szpiegów. Po zniszczeniu drużyny szpiegowskiej Inferno, jej jedyny ocalały członek, Klaus, wyrusza, by stworzyć oddział specjalizujący się w „niemożliwych misjach” – operacjach, w których wcześniejszy zespół szpiegowski poniósł już porażkę, co prowadzi do zwiększenia bezpieczeństwa, w wyniku czego szansa na niepowodzenie wynosi 90 procent. Jednakże wszystkie siedem dziewcząt zwerbowanych przez Klausa ma za sobą nieudane misje i jest najgorszymi absolwentkami szkół szpiegowskich, z których pochodzą. Klaus ma tylko miesiąc na nauczenie ich wszystkiego co wie, a z kolei dziewczyny będą musiały użyć każdej sztuczki, aby przetrwać.

## Bohaterowie
- Klaus (jap. クラウス Kurausu)

Seiyū: Yūichirō Umehara 
- Lily (jap. リリィ Rirī)

Seiyū: Sora Amamiya 
- Grete (jap. グレーテ Gurēte)

Seiyū: Miku Itō 
- Sibylla (jap. ジビア Jibia)

Seiyū: Nao Tōyama 
- Monika (jap. モニカ)

Seiyū: Aoi Yūki 
- Thea (jap. ティア Tia)

Seiyū: Sumire Uesaka 
- Sara (jap. サラ)

Seiyū: Ayane Sakura 
- Annette (jap. アネット Anetto)

Seiyū: Tomori Kusunoki 
- Erna (jap. エルナ Eruna)

Seiyū: Inori Minase 

## Light novel
Seria ukazuje się do 18 stycznia 2020 nakładem wydawnictwa Fujimi Shobō pod imprintem Fujimi Fantasia Bunko. Według stanu na 20 lipca 2023, do tej pory wydano 10 tomów.
| Nr | Data wydania (język japoński) | ISBN (język japoński)  |
| -- | ----------------------------- | ---------------------- |
| 1  | 18 stycznia 2020              | ISBN 978-4-04-073480-4 |
| 2  | 17 kwietnia 2020              | ISBN 978-4-04-073636-5 |
| 3  | 20 sierpnia 2020              | ISBN 978-4-04-073740-9 |
| 4  | 19 grudnia 2020               | ISBN 978-4-04-073741-6 |
| 5  | 20 maja 2021                  | ISBN 978-4-04-073742-3 |
| 6  | 18 września 2021              | ISBN 978-4-04-074253-3 |
| 7  | 18 marca 2022                 | ISBN 978-4-04-074254-0 |
| 8  | 20 lipca 2022                 | ISBN 978-4-04-074607-4 |
| 9  | 20 stycznia 2023              | ISBN 978-4-04-074766-8 |
| 10 | 20 lipca 2023                 | ISBN 978-4-04-075017-0 |

Wydano również 4 zbiory opowiadań, których pierwszy tom ukazał się 19 marca 2021.
| Nr | Data wydania (język japoński) | ISBN (język japoński)  |
| -- | ----------------------------- | ---------------------- |
| 1  | 19 marca 2021                 | ISBN 978-4-04-074066-9 |
| 2  | 18 grudnia 2021               | ISBN 978-4-04-074358-5 |
| 3  | 20 października 2022          | ISBN 978-4-04-074728-6 |
| 4  | 17 marca 2023                 | ISBN 978-4-04-074919-8 |

## Manga
Adaptacja w formie mangi, zilustrowana przez Kaname Seu, była publikowana w magazynie „Gekkan Comic Alive” wydawnictwa Media Factory od 27 maja 2020 do 27 kwietnia 2022. Jej poszczególne rozdziały zostały zebrane w trzech tankōbonach, wydanych między 23 grudnia a 20 lipca 2020.
| Nr | Data wydania (język japoński) | ISBN (język japoński)  |
| -- | ----------------------------- | ---------------------- |
| 1  | 23 grudnia 2020               | ISBN 978-4-04-680002-2 |
| 2  | 23 sierpnia 2021              | ISBN 978-4-04-680542-3 |
| 3  | 20 lipca 2022                 | ISBN 978-4-04-681523-1 |

Druga część mangi, zilustrowana przez Benishake, oraz trzecia, zilustrowana przez Seu, ukazują się w tym samym magazynie od 27 czerwca 2022.

## Anime
Adaptacja w formie telewizyjnego serialu anime została ogłoszona 13 marca 2022 podczas wydarzenia „Fantasia Bunko Online Festival 2022”. Seria została wyprodukowana przez studio Feel i wyreżyserowana przez Keiichiro Kawaguchiego. Scenariusz napisał Shinichi Inotsume, a projektami postaci zajęła się Sumie Kinoshita. Anime było emitowane od 5 stycznia do 30 marca 2023 w AT-X i innych stacjach.
Drugi sezon został zapowiedziany 7 kwietnia 2023. Jego emisja rozpoczęła się 13 lipca i zakończyła 28 września 2023.

### Ścieżka dźwiękowa
| Nr             | Tytuł                          | Wykonawcy     | Źródło   |
| Czołówka       | Czołówka                       | Czołówka      | Czołówka |
| -------------- | ------------------------------ | ------------- | -------- |
| 1              | „Tōka” (jap. 灯火)             | Nonoc         | [ 29 ]   |
| 2              | „Rakuen” (jap. 楽園)           | Nonoc         | [ 30 ]   |
| Napisy końcowe |                                |               |          |
| 1              | „Secret Code”                  | Konomi Suzuki | [ 31 ]   |
| 2              | „Nuisance” (jap. ニューサンス) | Sajou no Hana | [ 30 ]   |